# Distretto di Korneuburg
Korneuburg è un distretto amministrativo austriaco dello stato della Bassa Austria.

## Geografia antropica
Il distretto si suddivide in 20 comuni, di cui 2 con status di città e 14 con diritto di mercato. Ogni comune comprende a sua volta i propri comuni catastali (Katastralgemeinden), corrispondenti grossomodo a delle frazioni.

### Città
- Korneuburg
- Stockerau
  - Oberzögersdorf, Stockerau, Unterzögersdorf

### Comuni mercato
- Bisamberg
  - Bisamberg, Klein-Engersdorf
- Enzersfeld im Weinviertel
  - Enzersfeld im Weinviertel, Königsbrunn
- Ernstbrunn
  - Au, Dörfles, Ernstbrunn, Gebmanns, Klement, Lachsfeld, Maisbirbaum, Merkersdorf, Naglern, Simonsfeld, Steinbach, Thomasl
- Großmugl
  - Füllersdorf, Geitzendorf, Glaswein, Großmugl, Herzogbirbaum, Nursch, Ottendorf, Ringendorf, Roseldorf, Steinabrunn
- Großrußbach
  - Großrußbach, Hipples, Karnabrunn, Kleinebersdorf, Weinsteig, Wetzleinsdorf
- Hagenbrunn
  - Flandorf, Hagenbrunn
- Harmannsdorf
  - Harmannsdorf, Hetzmannsdorf, Kleinrötz, Lerchenau, Mollmannsdorf, Obergänserndorf, Rückersdorf, Seebarn, Würnitz
- Hausleiten
  - Gaisruck, Goldgeben, Hausleiten, Perzendorf, Pettendorf, Schmida, Seitzersdorf-Wolfpassing, Zaina, Zissersdorf
- Langenzersdorf
- Leobendorf
  - Leobendorf, Oberrohrbach, Tresdorf, Unterrohrbach
- Niederhollabrunn
  - Bruderndorf, Haselbach, Niederfellabrunn, Niederhollabrunn, Streitdorf
- Sierndorf
  - Höbersdorf, Oberhautzental, Obermallebarn, Oberolberndorf, Senning, Sierndorf, Unterhautzental, Untermallebarn, Unterparschenbrunn
- Spillern
- Stetteldorf am Wagram
  - Eggendorf am Wagram, Inkersdorf, Starnwörth, Stetteldorf am Wagram

### Comuni
- Gerasdorf bei Wien
  - Föhrenhain, Gerasdorf, Kapellerfeld, Oberlisse, Seyring
- Leitzersdorf
  - Hatzenbach, Kleinwilfersdorf, Leitzersdorf, Wiesen, Wollmannsberg
- Rußbach
  - Niederrußbach, Oberrußbach, Stranzendorf
- Stetten